# Szamosbecs
Szamosbecs község Szabolcs-Szatmár-Bereg vármegyében, a Csengeri járásban.

## Fekvése
A vármegye keleti részén, a Szatmári-síkságon fekszik, a Szamos mentén. Lakott területei és közigazgatási területének túlnyomó része a folyó jobb partján helyezkednek el, de egy kisebb határrésze a bal parti oldalon helyezkedik el, illetve tartozik hozzá egy sziget is.
A közvetlenül határos települések: észak felől Csegöld, északkelet felől Csengersima, délkelet felől Komlódtótfalu, dél felől Csenger, nyugat felől Szamosangyalos – utóbbi kettő a folyó túlsó, bal partján –, északnyugat felől pedig Szamostatárfalva.
A környező települések közül Pátyod 5,5, Porcsalma 9, Csenger légvonalban 3, közúton 8, Csengersima pedig 3 kilométer távolságra található. A legközelebbi nagyobb város a határ magyar oldalán Mátészalka, 38 kilométerre nyugatra; jóval közelebb fekszik hozzá a már Romániához tartozó Szatmárnémeti (Satu Mare), körülbelül 16 kilométerre kelet-délkeleti irányban.

### Megközelítése
Legfontosabb közúti megközelítési útvonala a 49-es főút, mely keresztülhalad a lakott területén, ezen érhető el az ország belsőbb részei és az országhatár felől is. Szamostatárfalvával és Komlódtótfaluval a 41 141-es számú mellékút köti össze.
Vasútvonal nem érinti, a legközelebbi vasúti csatlakozási lehetőséget a Mátészalka–Csenger-vasútvonal Csenger vasútállomása kínálja, körülbelül 6 kilométerre délre,

## Története
Szamosbecs a 14. század elején már község volt, az oklevelek szerint papja is volt, mely pápai adót fizetett. 1424-ben nevét Beecz, 1470-ben Beczh alakban írták.
A 14. század végén Drágh és Balk birtoka. 1409-ben Csáky Györgyöt iktatták be felerészébe. 1424-ben a Drágfyak osztoztak a településen, s az övék maradt a bélteki uradalommal együtt a 16. század közepéig. A Drágfiak mellett részbirtokot szereznek még itt a Gacsályi, a Csató és a Berzeviczy családok is. A 17. század közepéig a szatmári várhoz tartozott, 1663-ban Prépostházy Zsigmond kapta meg. A 18. század elejétől a 19. század közepéig a gróf Teleki család és a gróf Károlyi család birtoka.
A település a Szamos árvizeitől sokat szenvedett, az árvíz az 1800-as évek közepén a falut már majdnem egészen elvitte, de a vármegye 1828-ban új medret ásatott a folyónak, s így megmenekült a falu.
A település főleg mezőgazdaságból és almatermelésből él. Környékén szép almáskertek vannak.

## Közélete

### Polgármesterei
- 1990–1994: Gere Pál (független)[3][4]
- 1994–1998: Gere Pál (független)[5][6]
- 1998–2002: Gere Pál (független)[7][8]
- 2002–2006: Gere Pál (független)[9][10]
- 2006–2010: Gaál Sándor (független)[11][12]
- 2010–2014: Gaál Sándor (független)[13]
- 2014–2019: Gaál Sándor (független)[14][15]
- 2019–2024: Gaál Sándor (független)[16]
- 2024– : Molnár Gábor (független)[1]

## Népesség
A település népességének változása:
| Lakosok száma | 374  | 376  | 378  | 359  | 293  | 304  | 315  |
|               | 2013 | 2014 | 2015 | 2021 | 2022 | 2023 | 2024 |

2001-ben a település lakosságának közel 100%-a magyar nemzetiségűnek vallotta magát.
A 2011-es népszámlálás során a lakosok 93,9%-a magyarnak, 6,9% cigánynak, 4,2% románnak, 0,3% ukránnak mondta magát (5,3% nem nyilatkozott; a kettős identitások miatt a végösszeg nagyobb lehet 100%-nál). A vallási megoszlás a következő volt: római katolikus 6,4%, református 70%, görögkatolikus 4,2%, felekezeten kívüli 6,7% (12,2% nem válaszolt).
2022-ben a lakosság 89,8%-a vallotta magát magyarnak, 6,5% románnak, 4,4% cigánynak, 0,3-0,3% ukránnak, görögnek, németnek és lengyelnek (9,6% nem nyilatkozott; a kettős identitások miatt a végösszeg nagyobb lehet 100%-nál). Vallásuk szerint 6,1% volt római katolikus, 50,9% református, 5,5% görög katolikus, 0,3% egyéb keresztény, 0,3% ortodox, 5,1% felekezeten kívüli (31,1% nem válaszolt).

## Nevezetességei

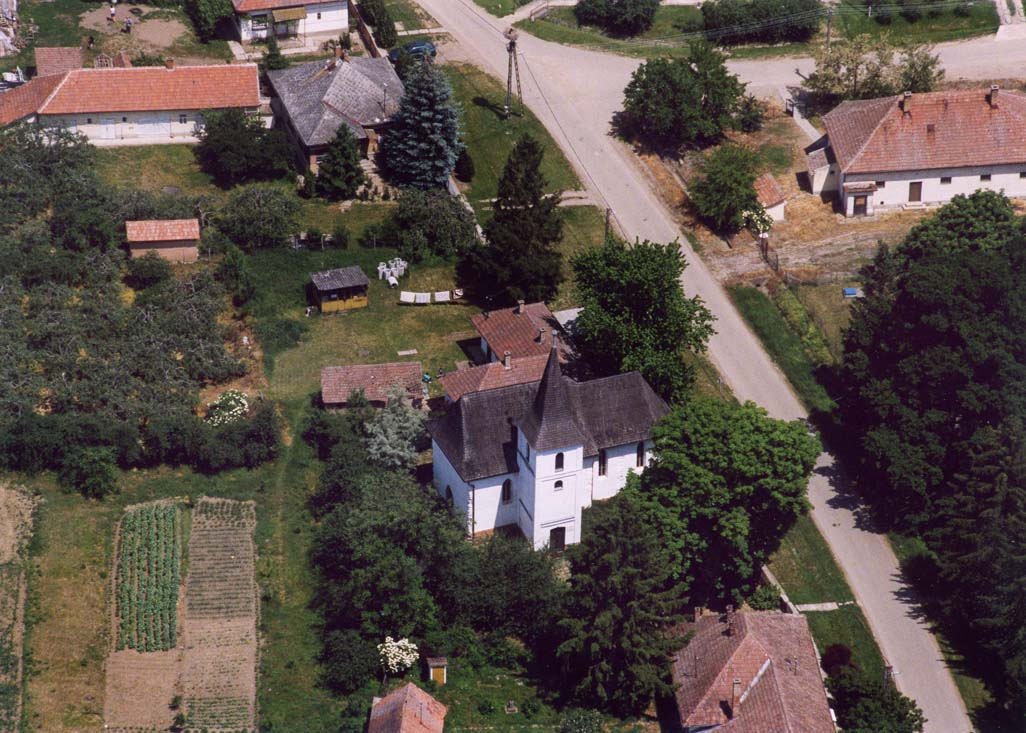
A templom légi felvételen

Református temploma a reformáció előtti időkben épült. 1638-ban és 1889-ben felújították, a tornyot 1837-ben építették hozzá.

## Külső hivatkozások
- Szamosbecs az utazom.com honlapján